# Ellen Gallagher
Ellen Gallagher (Providence, Rhode Island, 16 de diciembre de 1965) es una artista estadounidense. Su obra ha sido mostrada en numerosas exposiciones grupales e individuales y pertenece a las colecciones permanentes de numerosos  instituciones y museos. Los medios que emplea incluyen pintura, trabajos en papel, películas y vídeos. Algunas de sus piezas tratan asuntos de raza, y combinan la forma con estereotipos raciales y describen "principios ordenadores" impuestos por la sociedad.

## Orígenes y educación
Gallagher de etnicidad birracial, es descrita como afroamericana; su padre era de herencia de Cabo Verde, en África Occidental (aunque nació en los Estados Unidos), y su madre era católica irlandesa. La madre de Gallagher era de clase trabajadora irlandés-americana y su padre fue boxeador profesional.
En Rhode Island, Gallagher asistió a la escuela preparatoria universitaria Moses Brown. A la edad de dieciséis años, Gallagher comenzó su primer año en la universidad Oberlin en Ohio (1982–1984). Gallagher no acabó su educación en Oberlin y se alió a una unión de carpinteros en Seattle. Tomó la decisión de estudiar en la Escuela del Museo de Bellas Artes de Boston con el único fin de abandonar la asociación de carpinteros, pero el colectivo de escritores negros Darkroom la inspiró a aplicar su formación artística a la exploración de la identidad cultural. Se graduó en 1992. Continuó sus estudios artísticos en 1993 en el Skowhegan School of Painting and Sculpture en Maine.

## Carrera
Antes de su carrera artística, trabajó como pescadora comercial en Alaska y Maine. Gallagher ganó reconocimiento como artista en 1995. Realizó exposiciones individuales - siendo esta su primera - en Mary Boone, Soho, Nueva York, espació que eligió por su neutralidad, porque "la cualidad abstracta de su obra resaltaba", según declaró, y en Anthony D'Offay en Londres.

## Obra
Gallagher es una pintora abstracta y artista multimedia que crea obras minimalistas. Las influencias de Gallagher incluyen las pinturas de Agnes Martin y las escrituras repetitivas de Gertrude Stein. Parte de la obra de Gallagher implica la modificación repetitiva de anuncios encontrados en publicaciones dirigidas al público afroamericano como Ebony, Sepia, y Our World. Sus piezas más conocidas son sus collages de revistas. Ejemplos de esto son eXelento (2004), Afrylic (2004), y DeLuxe (2005). Cada uno de estos trabajos contiene hasta 60 o más impresiones que emplean técnicas de fotograbado, aguafuerte, collage, corte, tachones, Serigrafía, Ófset y construcción manual. Gallagher también adhiere dibujos de papel de libreta a sus lienzos para crear superficies con textura.
Algunas de las primeras influencias de Gallagher en la Escuela del Museo de Bellas Artes en Boston fue el Colectivo Darkroom, un grupo de poetas afroamericanos que vivían y trabajaban en Inman Square en Cambridge, Massachusetts, colectivo del que más tarde se convertiría en coordinadora de arte. El colectivo Darkroom permitió a Gallagher explorar su talento y aplicar su cultura como mujer afroamericana a su trabajo. Algunas otras influencias en la Escuela fueron Susan Denker, Ann Hamilton, Kiki Smith y Laylah Ali.
Los temas relacionados con la raza son comunes en la obra de Gallagher, a veces usando pictogramas, símbolos, códigos y repeticiones. "Labios Sambo" y "ojos de insecto", referencias a espectáculos de juglares negros, a menudo se encuentran dispersos a lo largo de sus piezas. Además, Gallagher usa estos símbolos en sus piezas de collage, inspiradas en el papel amarillo rayado que usan los escolares. Ciertos caracteres también se usan repetidamente, como la imagen de la enfermera o el personaje "Pegleg", que a veces pueblan la iconografía de sus páginas. Se inspiró tanto en el movimiento New Negro como en la abstracción modernista. Gallagher también utiliza imágenes históricas.
Además de utilizar imágenes de gran carga racial, Gallagher retrata cuerpos e incluye elementos de poesía y cultura pop en su trabajo. Utiliza tonos dorados para representar el binarismo racial en la sociedad. Ha hecho un uso innovador de materiales, como la creación de una variación única de scrimshaw tallando imágenes en la superficie de hojas gruesas de papel de acuarela y dibujando con tinta, acuarela y lápiz. Estas obras representan criaturas marinas, del mítico mundo submarino de Drexciya, que eran la progenie de esclavos que se habían ahogado. Esta mitología había sido concebida por un dúo musical de ese nombre, de Detroit. Gallagher comentó sobre el proceso de creación de estas piezas: "La forma en que se hacen estos dibujos es mi versión de scrimshaw, el tallado en hueso que hicieron los marineros cuando cazaban ballenas. Me los imagino en esta abrumadora y aterradora extensión de mar donde este tipo de corte daría un enfoque, una sensación de tener control sobre algo". Parte del trabajo de Gallagher también consiste en códigos realizados con letras recortadas. Como su obra anterior ha sido criticada por tener una carga demasiado racial, su trabajo más reciente contiene imágenes raciales menos explícitas para desafiar a los espectadores.
En 1995 la obra de Gallagher fue expuesta en la Bienal de Whitney, y en 2003, en la Bienal de Venecia. Gallagher es representada por la Gagosian Gallery (Nueva York) y la Hauser & Wirth (Londres). Tiene sus sedes en los Estados Unidos (Nueva York) y los Países Bajos (Rotterdam).

## Premios y asociaciones
Entre los honores que Gallagher ha ganado se encuentran:
- Beca Ann Gund, Escuela de Arte Skowhegan, Skowhegan, ME (1993)
- Premio de Becario Ambulante, Escuela del Museo de Bellas Artes, Boston, MA (1993)
- Provincetown Fine Arts Work Center Fellow (1995)
- MacDowell Colony, New Hampshire (1996)
- Joan Mitchell Fellowship (1997)
- American Academy Award in Art (2000)
- Medalla de Honor, Escuela del Museo de Bellas artes, Boston (2001)